# 神指城
神指城（こうざしじょう）は、福島県会津若松市にあった日本の城。

## 概要
慶長3年（1598年）正月、豊臣秀吉から会津へ移封の命を受けた上杉景勝は、会津盆地の東南隅に位置する若松城が狭隘であることを患い、慶長5年（1600年）2月10日より盆地中央で阿賀川畔の神指ヶ原に新たな城の建設をはじめた。惣奉行は直江兼続、小奉行は小国但馬、甘糟備後、山田喜右衛門があたっている。
慶長5年2月10日（1600年5月1日）から築城を開始した。越後、仙道、米沢、会津四郡の人夫12万人を動員、本丸は3月18日より6月1日まで石塁を築き、二の丸は5月10日（6月20日）に始まり、6月1日（7月11日）に塁や堀の形が備わったが、この城は6月の酷暑のために休工、さらに徳川家康の会津征伐により6月10日（7月20日）竣工にいたらなかった。
関ヶ原の戦いの後、慶長6年（1601年）8月に上杉景勝は米沢へ移封となり、完成を待たずして神指城は破却され、慶長年間に、石垣は若松城へ運ばれたようである。

## 構造
縄張りを見る限り、この城は軍事目的のみで築かれたものとは思えない。この城は明らかに阿賀野川の河川交通を意識したもので、景勝はそこに新たな経済効果を狙った城下町を築くつもりであった。事実、屋敷城を拡大したような輪郭式の構造になっている。籠城戦で家康らを相手にするような軍事優先的な構造にはなっておらず、むしろ景勝は、新たな領国を運営するにあたり、若松城に代わる新たな政治経済の中心地としての城と城下町を新たに建設しようとしていた。
本丸と二の丸からなる「回」字形の輪郭式平城で、本丸の大きさは、東西310メートル、南北340メートル、二ノ丸の大きさが、堀跡を含めると、東西710メートル、南北780メートル、面積55ヘクタールである。城の鬼門に位置する「高瀬のケヤキ」（現存、国の天然記念物）と北極星を基点に縄張りしたと伝えられる。

## 所在地
福島県会津若松市神指町本丸